# Dankelsheim
Dankelsheim is een dorpje in de Duitse gemeente Bad Gandersheim, deelstaat Nedersaksen, en telt ongeveer 310 inwoners.
Dankelsheim ligt ongeveer 5 km ten noord-noordwesten van de hoofdplaats Bad Gandersheim, en komt voor het eerst in 1129 voor in een document.

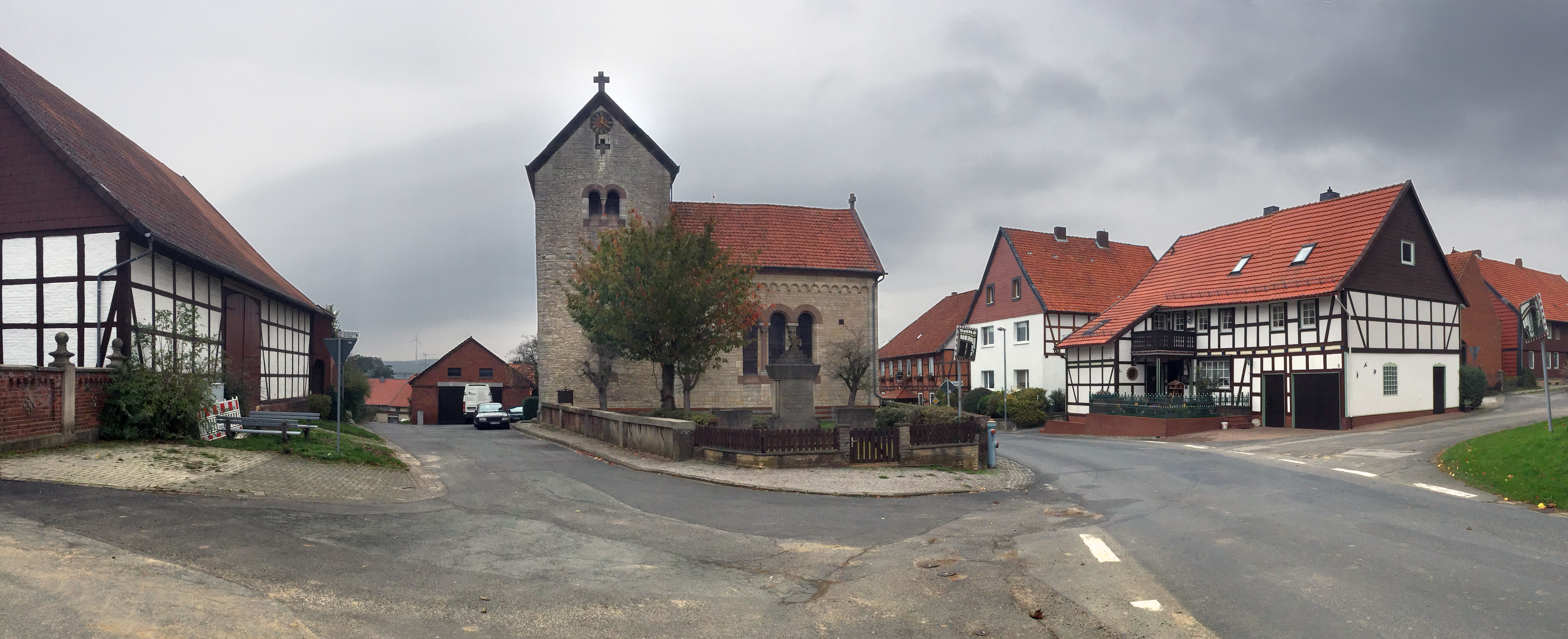
Dorpsgezicht

De uit 1470 daterende Johanneskerk is in 1875 zeer ingrijpend in neoromaanse stijl gerenoveerd.
Zie ook onder Bad Gandersheim.